# Dušan Petković
Dušan Petković (Servisch: Душан Петковић) (Belgrado, 13 juni 1974) is een voormalig Servische voetballer.

## Carrière
Dušan Petković speelde tussen 1992 en 2007 voor OFK Beograd, RCD Mallorca, Écija Balompié, Yokohama Marinos, VfL Wolfsburg, 1. FC Nürnberg, Spartak Moskou en FK Satoern.

## Servisch voetbalelftal
Dušan Petković debuteerde in 2000 in het Servië en Montenegro nationaal elftal en speelde zeven interlands. Petković werd in 2006 door zijn vader Ilija Petković geselecteerd voor het WK 2006 als vervanger voor de geblesseerde Mirko Vucinic, maar toen er hierover een storm van protest uitbrak besloot bondscoach Petković zijn zoon uiteindelijk thuis te laten.